# Teteirio
Teteirio ist ein Ort im südlichen Teil des pazifischen Archipels der Gilbertinseln nahe dem Äquator im Staat Kiribati mit einer Landfläche von 6 Hektar. 2020 wurden 97 Einwohner gezählt.

## Geographie
Teteirio liegt im Süden von Beru, an einer Bucht der Lagune. Der Ort ist durch Straßen mit Tabukiniberu auf einer Landzunge im Westen sowie mit Nuka im Norden verbunden. Im Süden liegt der Flugplatz Beru.

## Klima
Das Klima ist tropisch heiß, wird jedoch von ständig wehenden Winden gemäßigt. Ebenso wie die anderen Orte der südlichen Gilbertinseln wird Teteirio gelegentlich von Zyklonen heimgesucht.